# Robert Velter
Rob-Vel, eigentlich Robert Velter (* 9. Februar 1909 in Paris; † 27. April 1991 in Saint-Malo) war ein französischer Comiczeichner und der Schöpfer von Spirou.
Wie seine bekannteste Figur begann Velter seine berufliche Laufbahn als Hotelpage – im Alter von 16 Jahren im Londoner Ritz-Carlton. Anschließend zog es ihn zur See, wo er sich auf Ozeandampfern als Oberkellner und Spielebegleiter verdingte. Bei einer Kreuzfahrt lernte er den amerikanischen Zeichner Martin Branner kennen, als dessen Assistent bei der Serie Winnie Winkle er von 1934 bis 1936 in den USA das „Comichandwerk“ erlernte.
Zurück in Frankreich, konnte Velter unter dem Pseudonym Bozz 1936 für Le petit Parisien seine erste eigene Serie Subito realisieren. 1937 folgte der Titelheld des "Le journal de Toto" – ein Schiffsjunge. 1938 schuf er die Titelserie für Spirou, ein neues Jugendmagazin des belgischen Verlags Éditions Dupuis, für die er erstmals das Pseudonym Rob-Vel benutzte. Den Titelhelden setzte er zunächst in einigen Gags als Page ein, um ihn schließlich ins Abenteuer zu schicken. Auch Spirous Eichhörnchen Pips ist eine Kreation Rob-Vels.
Als der Zeichner im September 1939 in den Zweiten Weltkrieg einberufen wurde, schickte er seine Texte und Bleistiftzeichnungen von der Front. Sein Freund, der belgische Künstler Luc Lafnet, übernahm kurzzeitig das Tuschen, verstarb aber bereits Ende desselben Monats. Danach wurde Spirou für etwa vier Monate von Velters Frau Blanche Dumoulin (Pseudonym Davine) realisiert, bis für gut ein Jahr Jijé einsprang. Als es immer schwieriger wurde, die Zeichnungen von Frankreich nach Belgien zu bringen, trat Velter die Serie 1943 schließlich ganz an Jijé ab und verkaufte die Rechte daran an Dupuis.
Anschließend schuf und zeichnete Velter etliche andere Comics, u. a. Le Père Pictou, Les Tribulations du Chien Petto und die bereits für das Spirou-Magazin kreierten Bibor et Tribar. 1949 belebte er seinen stummen Strip Subito wieder, dem er sich bis 1969 widmete und der somit seine langlebigste Serie nach Spirou darstellt. Ab 1971 zeichnete er unter dem Pseudonym Darthel den klassischen Strip Professeur Nimbus von André Daix (d. i. André Delachenal).
An den Erfolg von Spirou konnte Velter nie wieder anschließen. Unterstützt von Szenarist Raoul Cauvin setzte er seine Schöpfung 1970 in dem nostalgischen Sechsseiter "1938 – Spirou 1" noch ein letztes Mal in Szene.